# لیتوستروو
لیتوستروو (به چکی: Litostrov) یک منطقهٔ مسکونی در جمهوری چک است که در ناحیه برنو-تسوونتری واقع شده‌است. لیتوستروو ۷٫۵۵ کیلومتر مربع مساحت و ۱۲۳ نفر جمعیت دارد و ۴۴۰ متر بالاتر از سطح دریا واقع شده‌است.